# گالین-کوپنتین
گالین-کوپنتین (به آلمانی: Gallin-Kuppentin) یک شهر در آلمان است که در لودویگسلوست-پارشیم واقع شده‌است. گالین-کوپنتین ۶۱۳ نفر جمعیت دارد.